# Bemisia afer
Bemisia afer là một loài côn trùng cánh nửa trong họ Aleyrodidae, phân họ Aleyrodinae.
Bemisia afer được Priesner & Hosny miêu tả khoa học đầu tiên năm 1934.